# Sabrina Javor
Sabrina Javor (Los Angeles, USA) amerikai születésű angol-magyar színésznő.

## Élete
Sabrina Los Angelesben született 1983-ban, anyja a Família Kft. című sorozatból ismert Deborah Kim Javor, apja Jávor György. Születése után a család Magyarországra költözött.
A svájci Le Rosey-ben és az angliai Bedales-ben tanult. A londoni Drama Centre-ben diplomázott 2005-ben.
Három nyelven beszél, az angol mellett magyarul és franciául. Magyar tudását a How Not to Live Your Life című angol sorozatban is bemutatta, ahol egy magyar pincérnőt alakított (Dan Clark oldalán). Emellett főként kelet-európai szerepeket alakít. A televíziós szereplések mellett a londoni Old Vic Színházban játszik.

## Filmográfia
- How Not To Live Your Life (2009 - 2. évad 3. rész) - Anya
- Doctors (2008 - 1 rész) - Andela Radka
- Casualty (2008 - 1 rész) - Christina Vardys
- The Green Green Grass (2007 - 1 rész) - Alena
- The Bill (2007 - 1 rész) - Magda
- Beerfest (2006) - Rog barátnője
- Have No Fear: The Life of Pope John Paul II (2005, TV) - Ginka
- Nitrato d'argento / Nitrate Base (1996)

## További információ
- Sabrina Javor a PORT.hu-n (magyarul)
- Sabrina Javor az Internet Movie Database-ben (angolul)
- Sabrina Javor a Rotten Tomatoeson (angolul)
- Sabrina Javor és más színészek a Old Vic Színház honlapján (pdf)
- Sabrina Javor fotói